# NumPy
NumPy je knihovna programovacího jazyka Python, která poskytuje infrastrukturu pro práci s vektory, maticemi a obecně vícerozměrnými poli. Kromě potřebných datových struktur přitom nabízí i řadu užitečných matematických funkcí pracujících s těmito strukturami, například základní metody lineární algebry nebo diskrétní Fourierovu transformaci. Podporu dalších funkcí pro vědecké výpočty nad datovými strukturami z knihovny NumPy nabízí knihovna SciPy, podle které se jmenuje i projekt, který zastřešuje obě zmíněné i řadu dalších knihoven (SymPy, Matplotlib, …).
NumPy je svobodný software uvolněný pod licencí BSD-new a napsaný částečně přímo v Pythonu a částečně v C. Ve vývoji je od roku 1995, kdy se jmenoval Numeric. Pod jménem NumPy se objevil až v roce 2006, kdy v něm bylo sloučeno několik pythonovských knihoven stejného účelu do jedné.